# Hector Avalos

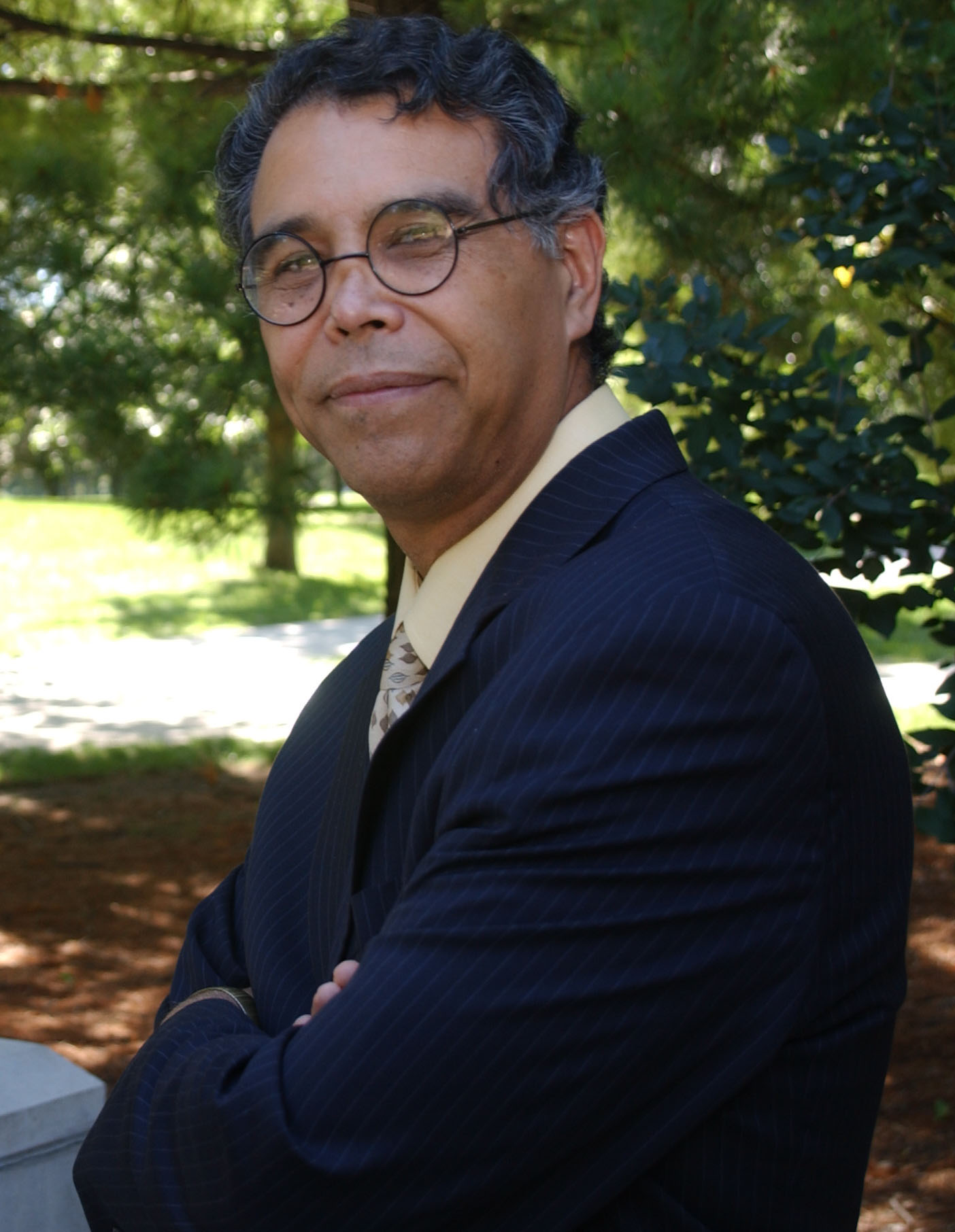
Hector Avalos

Hector Avalos (8. Oktober 1958 in Nogales, Sonora, Mexiko – 12. April 2021) war ein US-amerikanischer Religionswissenschaftler.

## Leben
Avalos studierte an der Harvard University, an der Harvard Divinity School und an der University of Arizona christliche Theologie. Avalos war seit 1993 Hochschullehrer für Religionswissenschaften an der Iowa State University. Er war Atheist und bezeichnete sich als säkularer Humanist.

## Werke (Auswahl)
- This Abled Body: Rethinking Disabilities in Biblical Studies (gemeinschaftlich mit Sarah Melcher und Jeremy Schipper) (Atlanta: Society of Biblical Literature, 2007) ISBN 1-58983-186-1
- The End of Biblical Studies (Amherst, NY: Prometheus Books, 2007) ISBN 1-59102-536-2
- Strangers in Our Own Land: Religion in U.S. Latina/o Literature, (Nashville: Abingdon, 2005) ISBN 0-687-33045-9
- Fighting Words: The Origins of Religious Violence, (Amherst, NY: Prometheus, 2005) ISBN 1-59102-284-3
- Introduction to the U.S. Latina and Latino Religious Experience, (Editor; Boston: Brill, 2004) ISBN 0-391-04240-8
- Se puede saber si Dios existe? [Can One Know if God Exists?], (Amherst, NY: Prometheus Press, 2003) ISBN 1-59102-043-3
- Health Care and the Rise of Christianity, (Peabody: Mass: Hendrickson Press, 1999) ISBN 1-56563-337-7
- Illness and Health Care in the Ancient Near East: The Role of the Temple in Greece, Mesopotamia, and Israel, (Harvard Semitic Monographs 54: Atlanta: Scholars Press, 1995) ISBN 0-7885-0098-8